# Вильямиты
Вильямиты (англ. Williamite) — во время т. наз. Славной революции сторонники нидерландского штатгальтера Вильгельма III Оранского, самопровозглашённого английского короля, узурпировавшего наследственные права Стюартов в Англии, Шотландии и Ирландии. Наиболее часто термин вильямиты употребляется в отношении интернациональных воинских контингентов Вильгельма III в Ирландии во время войны в Ирландии 1689—1691 годов. Вильямитам противостояли Якобиты.